# Třebom
Třebom är en ort i Tjeckien. Den ligger i den östra delen av landet, 260 km öster om huvudstaden Prag. Třebom ligger 226 meter över havet och antalet invånare är 213.
Terrängen runt Třebom är platt. Runt Třebom är det tätbefolkat, med 308 invånare per kvadratkilometer. Närmaste större samhälle är Opava, 14,8 km sydväst om Třebom. Trakten runt Třebom består till största delen av jordbruksmark.